# Cis chloroticus
Cis chloroticus är en skalbaggsart som beskrevs av Sharp 1885. Cis chloroticus ingår i släktet Cis och familjen trädsvampborrare. Inga underarter finns listade i Catalogue of Life.